# جون هولاند (لاعب كريكت)
جون هولاند (بالإنجليزية: John Holland)‏ (7 أبريل 1869 في المملكة المتحدة - 22 أغسطس 1914 في المملكة المتحدة) هو لاعب كريكت بريطاني (وحمل سابقاً جنسية المملكة المتحدة لبريطانيا العظمى وأيرلندا). لعب مع نادي مقاطعة لانكشر للكريكت ‏ ونادي مقاطعة ليسترشاير للكريكت ‏.